# Пик Советов
Пик Советов — горная вершина на северном отроге тянь-шаньского хребта Заилийский Алатау, доминирующая над бассейном реки Большая Алматинка и Большим Алматинским озером. Имеет правильную пирамидальную форму, располагается между пиком Локомотив и перевалом Советов. Восхождению на пик присвоена категория сложности 1Б.
Первое восхождение выполнено альпинистами Казахского педагогического института им. Абая Д. Туганбаевым, С. Семиным, Л. Игнатовым под руководством В. Зимина в августе 1938 года. Маршрут проходил по северо-западному гребню.
С вершины открываются живописные виды на пик Абая, пик Амангельды, пик Нурсултан, пик Талгар и пик Орджоникидзе.

## Галерея

Вид на вершину пика Советов из юго-западной части города Алматы (перекресток улиц Саина-Шаляпина)
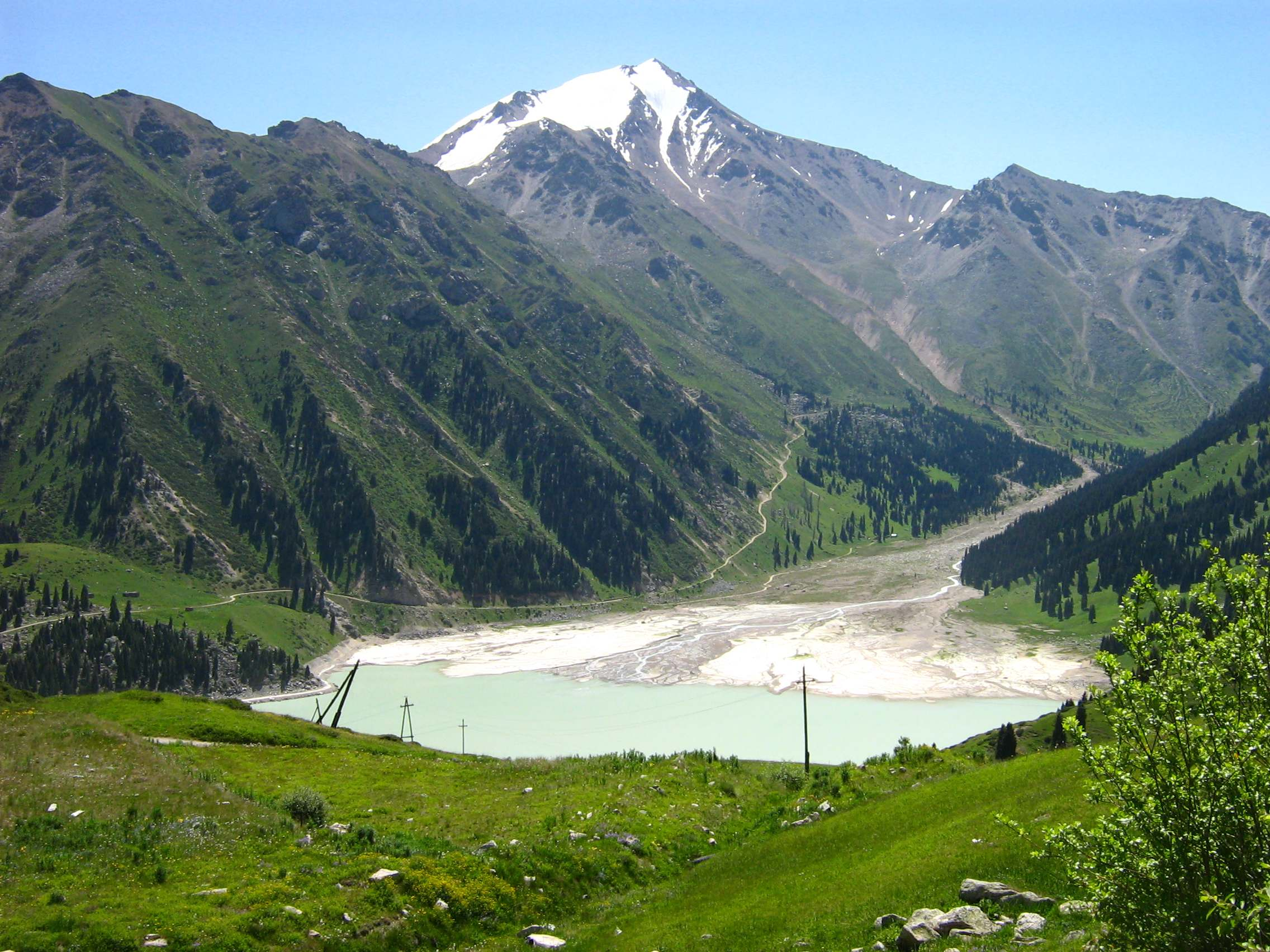
Вид на Большое Алматинское озеро в направлении на юго-восток, июнь. Вдали заснеженная вершина пика Советов
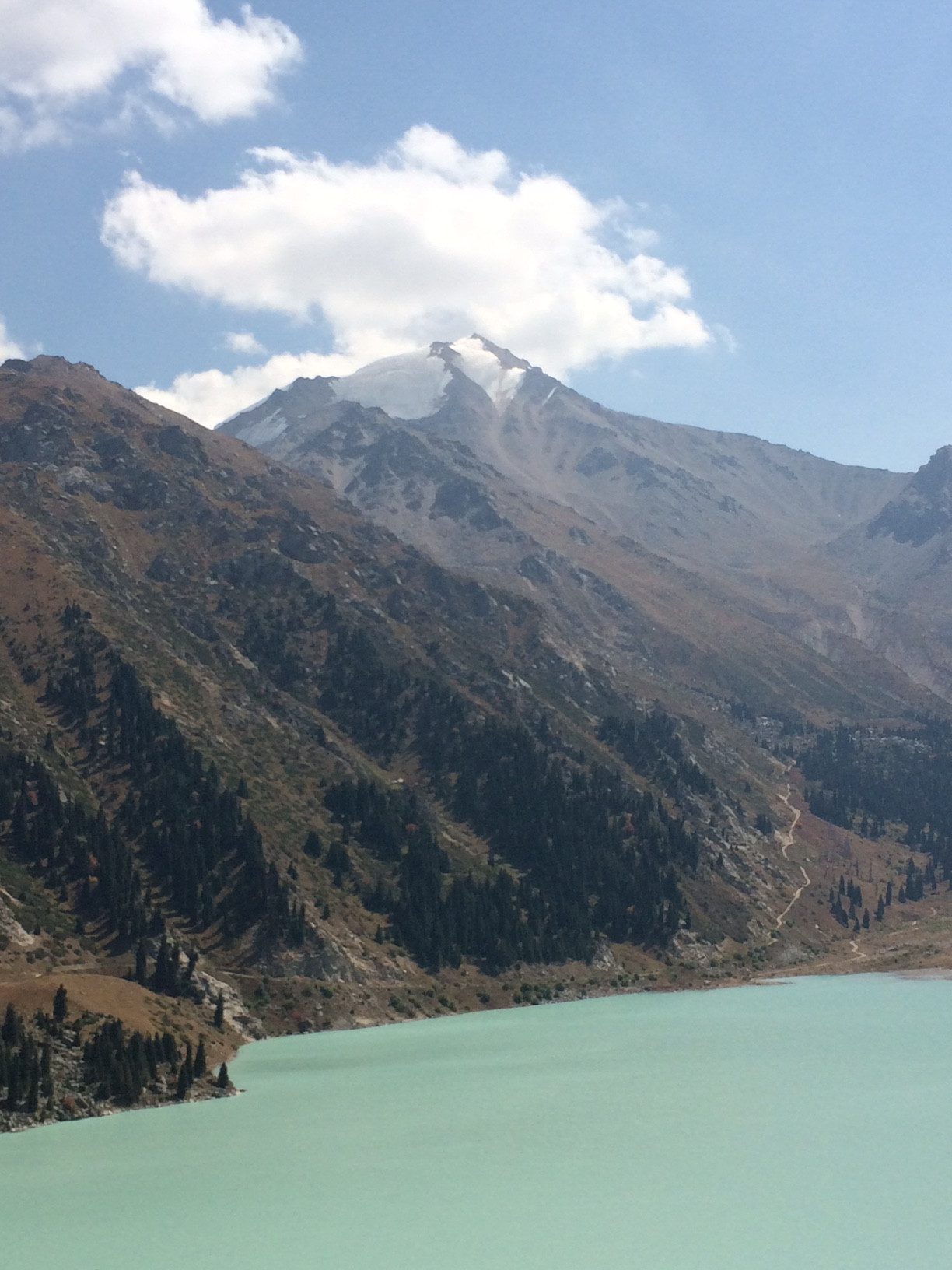
Большое Алматинское озеро и снежный пик Советов в начале сентября 2017 года
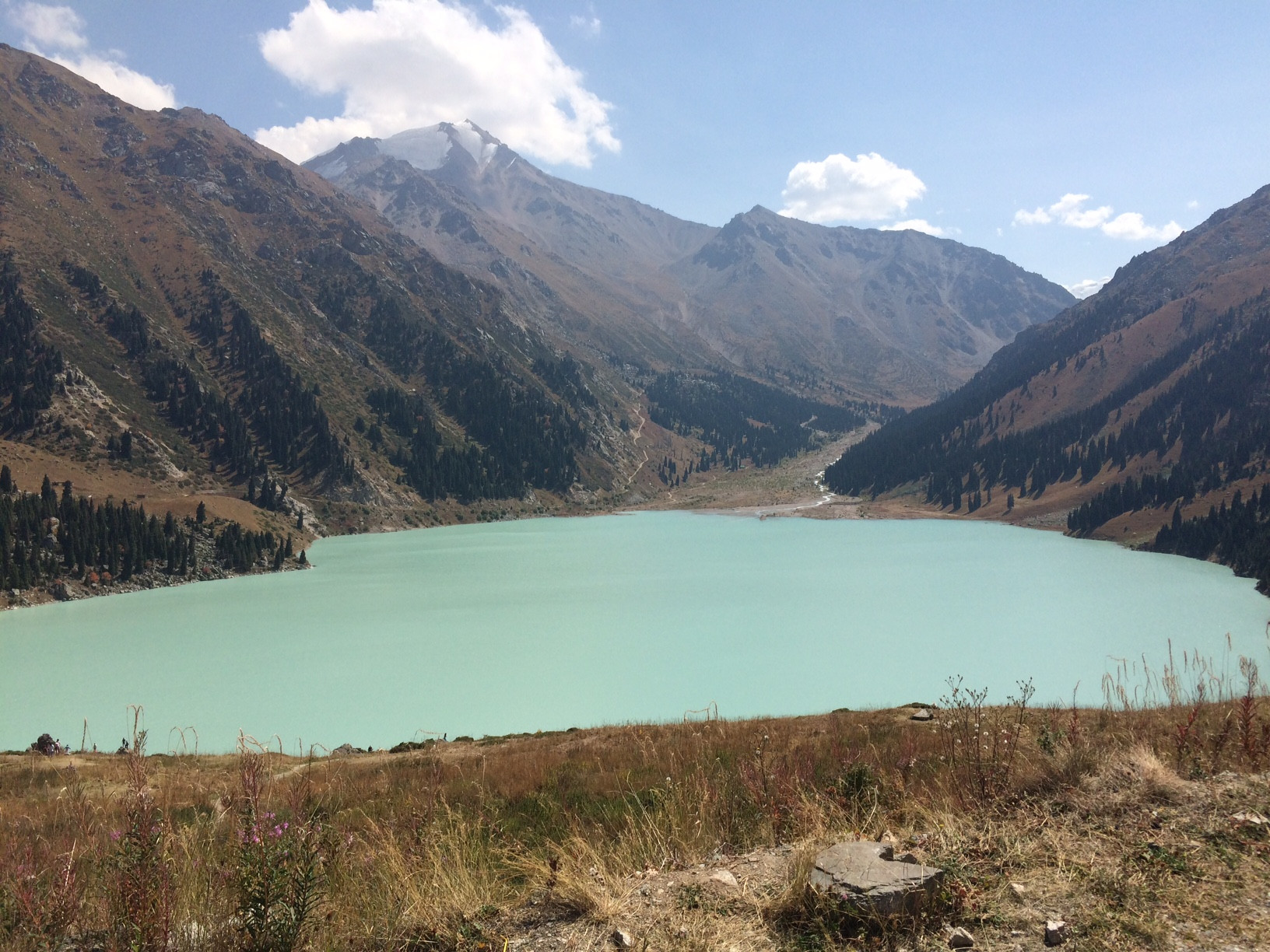
Большое Алматинское озеро (2511 м) и снежный пик Советов (4317 м) в начале сентября 2017 года
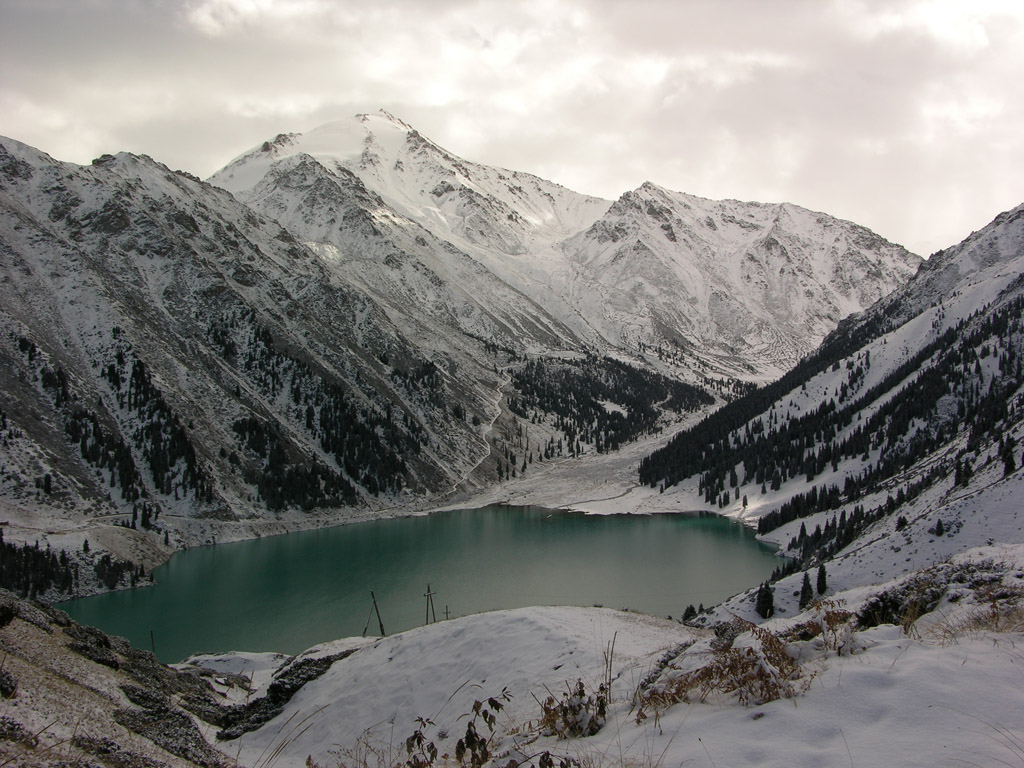
Пик Советов и его окрестности в октябре
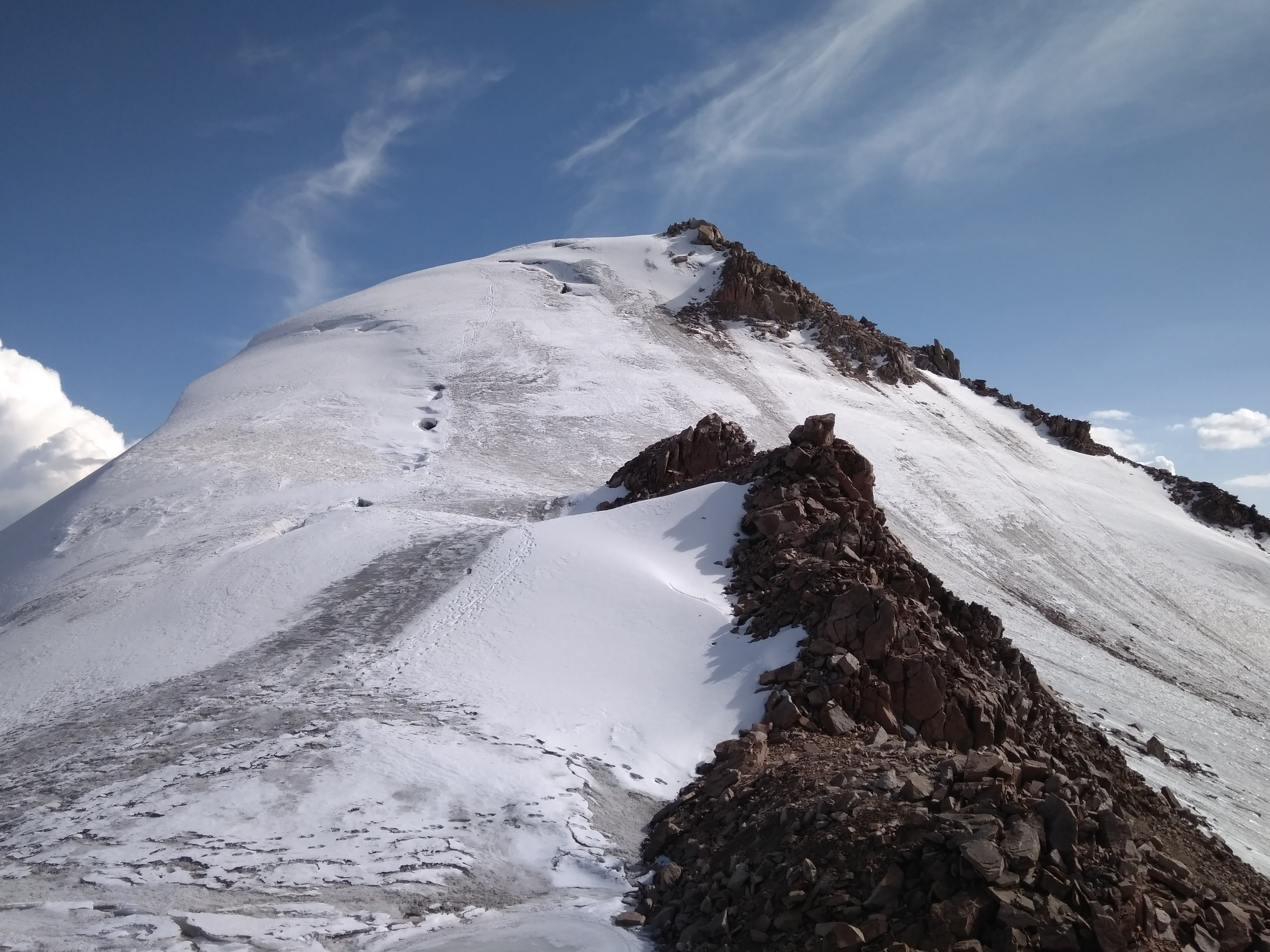
Вид на пик Советов с северного ребра, с ложной вершины
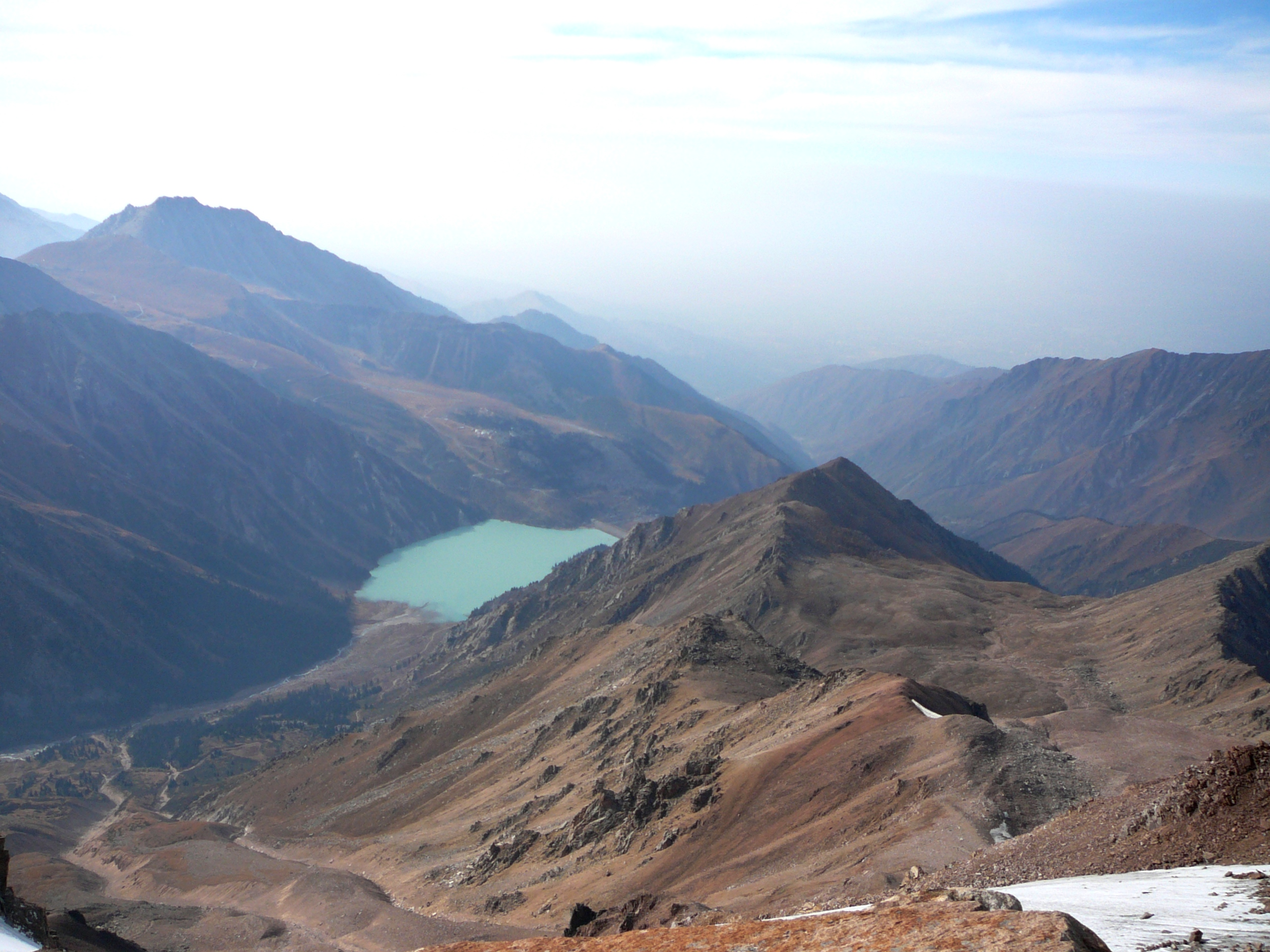
Вид на Большое Алматинское озеро с пика Советов